# Liste over broer i Danmark

## Liste over broer i alfabetisk rækkefølge

### A
- Aggersundbroen (228 m) – Region Nordjylland
- Alssundbroen (662 m) – Region Syddanmark

### D
- Dronning Alexandrines Bro (745 m) – Region Sjælland

### F
- Farøbroerne (1596 m og 1726 m) – Region Sjælland
- Frederik d. 9's Bro (295 m) – Region Sjælland

### G
- Guldborgbroen (180 m) – Region Sjælland

### K
- Knippelsbro (115 m) – Region Hovedstaden
- Kronprinsesse Marys Bro (1400 m) – Region Hovedstaden

### L
- Langebro (250 m) – Region Hovedstaden
- Langelandsbroen (774 m) – Region Syddanmark
- Lille Langebro (175 m) – Region Hovedstaden
- Limfjordsbroen – vej (540 m) – Region Nordjylland
- Limfjordsbroen – jernbane (403 m) – Region Nordjylland
- Lillebæltsbroen fra 1935 (1178 m) – Region Syddanmark
- Lillebæltsbroen fra 1970 (1700 m) – Region Syddanmark

### M
- Masnedsundbroen (201 m) – Region Sjælland
- Munkholmbroen (114 m) – Region Sjælland

### R
- Ravningbroen (nedrevet; 760 m) – Region Syddanmark

### S
- Sallingsundbroen (1717 m) – Region Nordjylland og Region Midtjylland
- Siøsundbroen (558 m) – Region Syddanmark
- Storebæltsbroen (6790 m og 6611 m) – Region Syddanmark og Region Sjælland
- Storstrømsbroen fra 1937 (3199 m) – Region Sjælland
- Storstrømsbroen fra 2022 (4000 m) – Region Sjælland
- Svendborgsundbroen (1220 m) – Region Syddanmark

### T
- Teglværksbroen (97 m) – Region Hovedstaden

### V
- Vejlefjordbroen (1712 m) – Region Syddanmark
- Vilsundbroen (380 m) – Region Nordjylland

### Ø
- Øresundsbroen (7850 m) – Region Hovedstaden og Skåne län, Sverige